# Vyhne

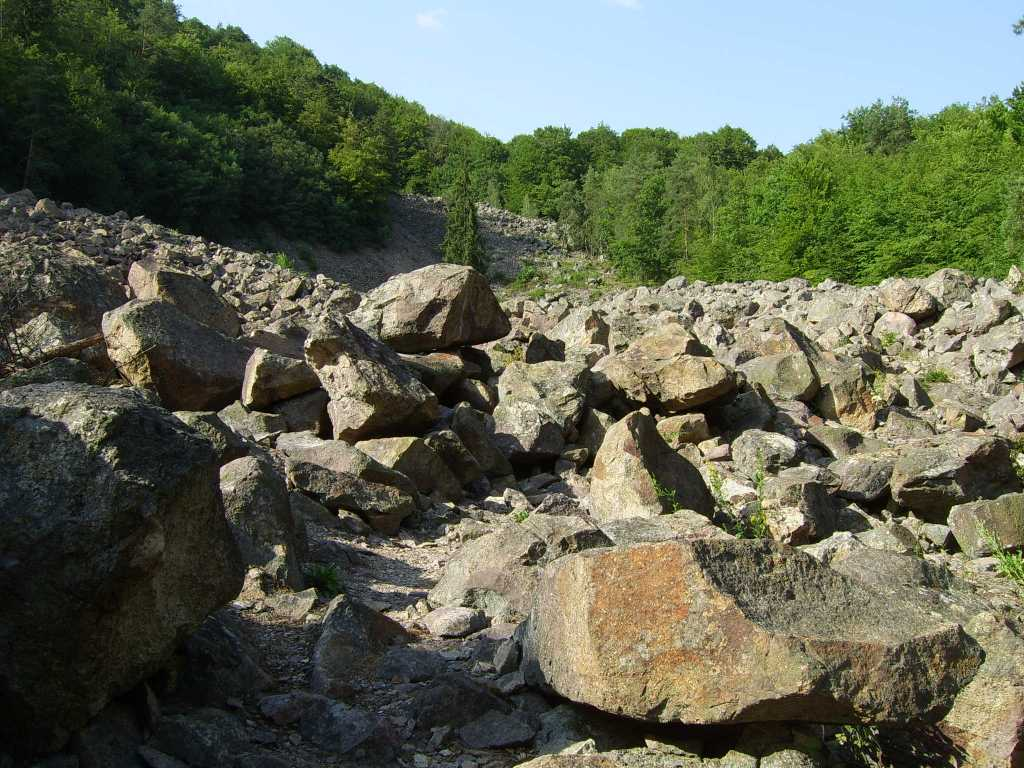
Gołoborze

Vyhne (wcześniej także Vyhňorany, niem. Eisenbad, Eisenbach, węg. Vihnyepeszerény, wcześniej Vihnye) – wieś gminna (słow. obec) na środkowo-zachodniej Słowacji, w kraju (słow. kraj) bańskobystrzyckim, w powiecie (słow. okres) Żar nad Hronem.
Miejscowość szczyci się swoją górniczo-hutniczą historią, zasłużonymi zakładami mechanicznymi oraz posiadaniem najstarszego, czynnego browaru na Słowacji. Liczba mieszkańców wynosi 1284 osoby (spis ludności z 21.05.2011), powierzchnia – 18,34 km².

## Położenie i opis
Vyhne znajdują się w północno-zachodniej części Gór Szczawnickich (słow. Štiavnické vrchy), w środkowej części regionu Pohronie. Leżą w długiej i wąskiej Vyhnianskiej dolinie, ich zabudowania ciągną się wzdłuż Vyhnianskyiego potoku na wysokości od ok. 300 do 400 m n.p.m. Centrum miejscowości leży na wysokości ok. 350 m n.p.m. Od północy ponad dolną, przemysłowo-uzdrowiskową częścią wsi góruje wzniesienie Kamenná (495 m n.p.m.), na której zboczach znajduje się rezerwat przyrody (słow. Národná prírodná rezervácia) Kamenné more vo Vyhniach – największe gołoborze (słow. kamenné more) w wulkanicznej części Karpat i jeden z najstarszych obszarów chronionych na Słowacji, cenny przede wszystkim ze względów geologicznych. Innym chronionym obszarem jest pomnik przyrody (słow. Prírodná pamiatka) Vyhniansky travertín – wzniesienie zbudowane z trawertynu, z wodospadem o wysokości 3,5 m z wodą wypływającą ze starej sztolni. Kolejną ciekawostką jest źródło Ladienka. Z ciepłotą wody wynoszącą przez cały rok 4 °C jest uznawane za najzimniejsze w całej Słowacji.

## Nazwa
Słowackie słowo vyhňa (l. mn. vyhne) w węższym znaczeniu oznacza kuźnię, zaś w szerszym - każdy dawny zakład metalurgiczny produkujący i przetwarzający żelazo. Stąd vyhne to tyle samo co "kuźnie", "kuźnice" (w znaczeniu jak np. Kuźnice zakopiańskie). Miejscowość występowała pod nazwami Vyhine (1326), Vyhinie (1326), Wyhne (1426), Wichnorany (1773), Wyhňany (1808), Vyhne (1920), Vihňorany (1920), Vyhne (1927).

## Historia
Tereny dzisiejszych Vyhni zaczęły być osiedlane w związku z podjęciem wydobycia i przetwórstwa tutejszych kruszców, zwłaszcza rud żelaza. Miejscowość uzyskała nazwę od funkcjonujących tu od średniowiecza kuźnic.
Pierwsza pisemna wzmianka o miejscowości pochodzi z roku 1326, kiedy należała do zamku Levice. W 1388 r. należała do feudalnego "państwa" z siedzibą na zamku Šašov. W 1536 miała 12 port, od których płacone były podatki. Po tym roku należała do kilku rodzin szlacheckich, m.in. do Dóczych i Zobonayów, później do miasta Bańska Szczawnica. Od roku 1601 (wówczas było tu 48 domów i młyn) ponownie znalazła się pod władzą "państwa" Šášov, wraz z którym w 2. połowie XVII w. przeszła do majątku Komory Górniczej w Bańskiej Szczawnicy.
W roku 1720 wśród 35 płacących daniny było 16 robotników, 7 rzemieślników i 3 górników. W roku 1828 w 133 domach mieszkało tu 934 ludzi. Rozwój miejscowości związany był z funkcjonującymi tu kopalniami rud (żelaza, złota, srebra), zakładami hutniczymi, dużym browarem, a także działającym w oparciu o ciepłe źródła uzdrowiskiem. W 1893 r. do Vyhni przyłączono niewielką, rolniczą wioskę Paserany, a w 1971 r. położoną w górze doliny, górniczą osadę Banky (obecnie (2021) w granicach admin. miasta Bańska Szczawnica).

## Górnictwo i hutnictwo
Rudy żelaza wydobywali w Vyhnianskiej dolinie prawdopodobnie już Celtowie w 3. i 2. tysiącleciu p.n.e. Kolejnym okresem rozwoju wydobycia było średniowiecze, zwłaszcza czasy od 2. połowy XIII w., kiedy przybyło tu wielu górników z krain niemieckich. Poszukiwania i wydobycie prowadzono głównie systemem sztolniowym - pamiątką tej technologii jest stara Sztolnia Antoniego Padewskiego. W połowie XV w. działała tu huta żelaza i kuźnica (słow. hámor), przekuwająca wytopione żelazo, a przed 1735 r. wybudowano tu kolejny taki hámor. W 1830 r. w ich posiadanie wszedł przedsiębiorca z Bawarii, Kasper Kachelmann, który wkrótce rozbudował je w duże zakłady mechaniczne z nową odlewnią, wzniesioną w 1835 r. Jego działalność kontynuowali syn, Karl Kachelmann I i wnuk, Karl Kachelmann II. W zakładach produkowano narzędzia i urządzenia górnicze, później również maszyny rolnicze. W latach międzywojennych firmą kierował Karl Kachelmann III, któremu jednak w 1934 r. nie udało się uchronić jej przed bankructwem. Zakład przejęło państwo. Podczas II wojny światowej produkcja przestawiona była na potrzeby wojskowe. Po wojnie fabrykę w 1950 r. przemianowano na Pohronské strojarne i włączono jako oddział zamiejscowy do kombinatu ZŤS n.p. w Dubnicy nad Váhom. Po rozpadzie Czechosłowacji z czasem znacznie podupadła.

## Uzdrowisko
Po raz pierwszy wody termalne o temperaturze 37 °C zaczęto wykorzystywać w 1497 r. Ich wypływ na powierzchnię wiązał się najprawdopodobniej z prowadzonymi tu pracami górniczymi. Należały one wówczas do bańskoszczawnickiego przedsiębiorcy E. Rössla, natomiast w latach 1563-1917 ich właścicielem było miasto Bańska Szczawnica. Odwiedzały je różne znane osobistości, m.in. książę Franciszek II Rakoczy i pisarz Mór Jókai. Na początku drugiej połowy XVIII w. tutejsze wody poddał jako pierwszy analizie lekarz tutejszej żupy, J.Torkos (młodszy). W 1830 r. urządzono tu "kąpiele", w których leczono choroby kobiece, reumatyczne oraz schorzenia wewnętrzne i układu nerwowego.  W roku 1882 po nawierceniu nowego źródła termalnego wzniesiono kolejne obiekty uzdrowiskowe i rozszerzyła się oferta lecznicza. Uzdrowisko zostało zdewastowane podczas II wojny światowej, kiedy w latach 1940-44 w jego budynkach istniał obóz deportacyjny dla ludności żydowskiej (więzieni tu Żydzi zostali uwolnieni po wybuchu słowackiego powstania narodowego). Podczas przejścia frontu w 1945 r. większość obiektów uzdrowiskowych spłonęła.
Po wojnie funkcjonował tu jedynie odkryty, 50-metrowy basen z wodą termalną. Do tradycji uzdrowiska nawiązuje obecnie nowe kąpielisko pod nazwą Vodný raj Vyhne, otwarte w 2007 r.

## Browar
Pierwszy browar został założony w 1473 r. przez templariuszy lub joannitów. Został znacznie rozbudowany w końcu XIX w. przez właścicieli sąsiednich zakładów mechanicznych, Kachelmannów. Te z kolei tradycje godnie kontynuuje obecny Browar Steiger. Obecnie jest to trzeci co do wielkości browar na Słowacji.

## Zabytki
- Późnobarokowy kościół rzymskokatolicki p. w. Św. Michała Archanioła z 1776 r. Murowany, jednonawowy, z wieżą dostawioną na osi i wielobocznie zamkniętym prezbiterium. Wyposażenie wnętrza barokowe z lat 70. XVIII w.[10] We wnętrzu obraz autorstwa Jozefa B. Klemensa z lat 70. XIX w.[9]
- Barokowo-klasycystyczny budynek plebanii z połowy XVIII w.[9]
- Cmentarz przykościelny z licznymi żeliwnymi krzyżami, odlewanymi w miejscowej hucie i empirowymi nagrobkami[10].
- Piec hutniczy z 1689 r.
- Słodownia (pierwotnie budowla klasztorna w stylu barokowym z II. połowy XVII w., przebudowana w roku 1895)[9]

## Sport
W miejscowości znajduje się klub i stadion biathlonowy.